# Robert Delpire
Robert Delpire (24 de enero de 1926 – 26 de septiembre de 2017) fue un editor, editor y comisario artístico,  productor de películas y diseñador gráfico que vivió y trabajó en París. Sobre todo dirigió su interés hacia la fotografía documental, influido por sus relaciones con la antropología.

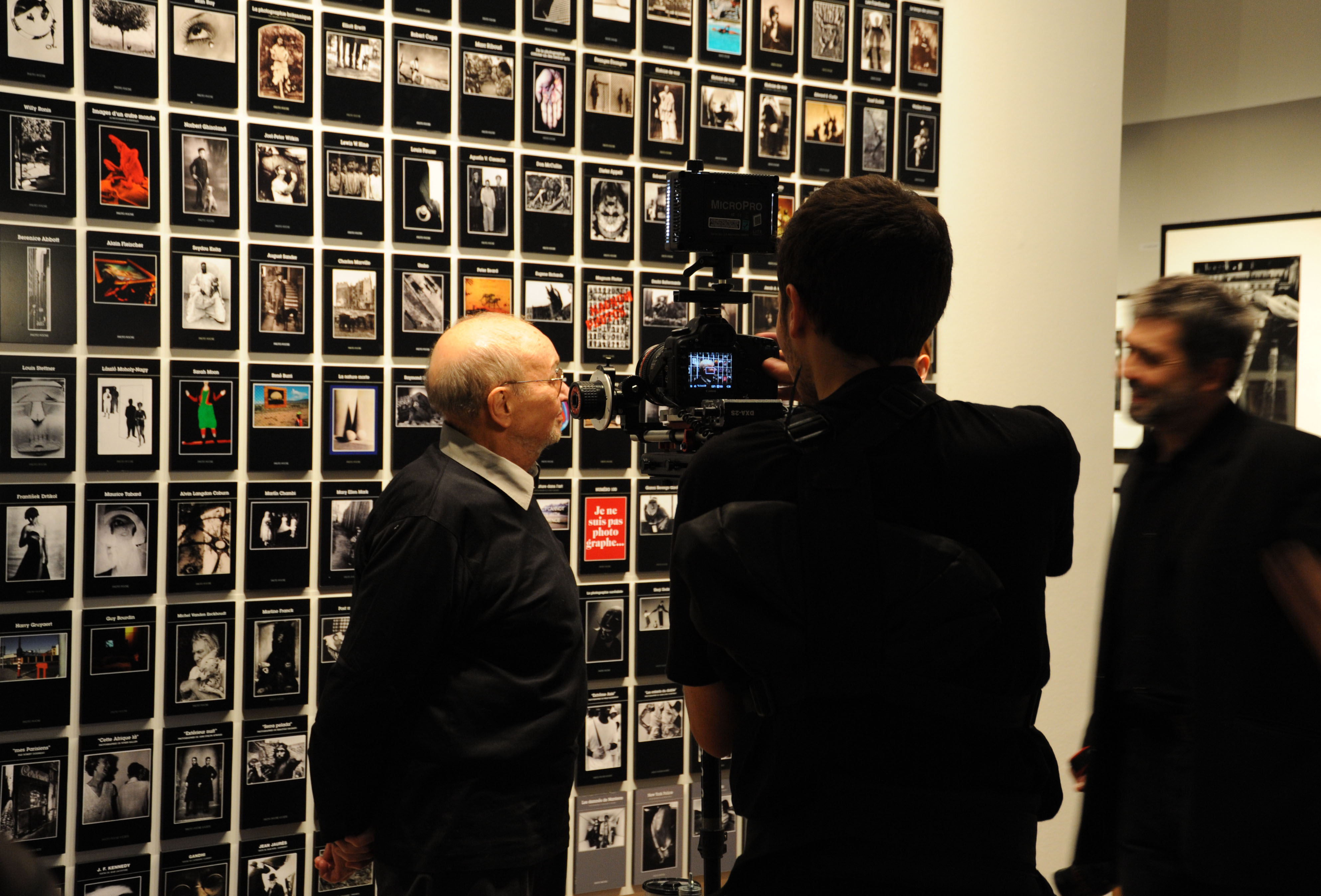
En una exhibición de libros "Photo Poche" en la exposición retrospectiva Delpire & Co. Casa Europea de la Fotografía, París, 2009.

Delpire fue editor jefe de la revista cultural Neuf. Publicó libros de fotografía, ilustración y arte gráfico a través de las editoriales "Éditions Delpire" y "Photo Poche". Esta última ha sido descrita como "la serie de monografías de fotografía con mayor éxito de ventas entre todas las publicadas", también se ha dicho que "ha introducido en la fotografía a varias generaciones sucesivas". Delpire fue el primero en publicar muchos libros que fueron influyentes en fotografía como Les Américains (1958, Los americanos) de Robert Frank  y Les Gitans (1975, Gypsies) de Josef Koudelka.
Fue director del "Centro nacional de fotografía" y creó su propia galería, conocida como la "Galería Delpire". Su compañía Delpire Productions  ha producido varias películas, entre ellas Who Are You, Polly Maggoo? (película de 1966 dirigida por William Klein). También fue una figura clave  en los años sesenta como diseñador gráfico con su agencia publicitaria, "Delpire Werbung".
En 1997 recibió el premio Infinity "Lifetime Achivement" otorgado por el Centro Internacional de Fotografía (ICP) y en 1995 la medalla del Centenario de la Royal Photographic Society. La colección "Photo Poche" ganó el Prix Nadar en 1984 y en 1985 el Premio Infinity de Publicación, y en 2007 junto con Sarah Luna ganó el Premio de cultura de la asociación alemana de fotografía. Muchos de los libros que ha editado y publicado, así como películas  producidas también han recibido premios notables.
Una exposición retrospectiva, Delpire & Co., se mostró en los Encuentros de Arlés y en la Casa Europea de la Fotografía y simultáneamente a través de cuatro ubicaciones en Nueva York.

## Vida y obra
Nació en París el 24 de enero de 1926. Cuando estudiaba medicina se convirtió en editor-jefe de Neuf (Nueve), que era una revista cultural para médicos editada por la Maison de la Médecine. Neuf  dedicó mucho de su contenido a la fotografía de Brassaï, Henri Cartier-Bresson, Robert Doisneau, Izis, Willy Ronis y Robert Frank. Se editaron nueve ejemplares de modo irregular entre 1950 a 1953.
Publicó tres libros de fotografía con el sello editorial Huit (Ocho): el libro de Doisneau Les Parisiens tels qu'ils sont (Los parisienses tal como son, 1954); el de Cartier-Bresson Les Danses à Bali (Bailes en Bali, 1954), que fue el primero de una larga colaboración entre Delpire y su amigo Cartier-Bresson; y el de George Rodger Le Pueblo des Noubas (El Pueblo del Nubas, 1955).
A mitad de los años cincuenta fundó en París la editorial Delpire & Co. en la que trabajó como su principal editor. En ella se han producido bastantes libros  con el nombre de Éditions Delpire, entre ellos los de fotógrafos como Cartier-Bresson, Lartigue, Brassaï, Doisneau, Frank y muchos otros. Delpire & Co. también publicó una serie de libros con orientación de divulgación cultural llamados la Encyclopédie Essentielle.: 190  En 1957 se publicó el quinto trabajo de la  Encyclopédie Essentielle que era la primera publicación del libro de Robert Frank Les Américains (Los americanos). Este es uno de los libros más significativos con el que Delpire realizó sus contribuciones a la fotografía:  "cambie la naturaleza de fotografía, qué  pueda decir y cómo  lo pueda decir. [ . . . ]  quizás fue el libro de fotografía más influyente en el siglo XX". La edición de Delpire  , a diferencia de ediciones de lengua inglesa más tardías, incluye textos de Simone de Beauvoir, Erskine Caldwell, William Faulkner, Henry Miller y John Steinbeck y situados por Delpire en el lado opuesto a las fotografías de Frank. En la serie de la Encyclopédie Essentielle  también se incluyó el libro Les Allemands (Los alemanes, 1963) de René Burri.
Delpire & Co. también se dedicó a publicar libros para niños mediante una serie llamada Dix sur Dix (Diez sobre Diez), empleando ilustradores como André François y Alain Le Foll. El primero de la serie fue la publicación en forma de libro de Lágrimas de Cocodrilo (1955) por André François, que ya se había publicado en 1953 en el número 9 de Neuf. Delpire & Co. también fue el primer editor francés del trabajo  Where the Wild Things Are  de  Maurice Sendak (Max et les Maximonstres, 1967).
Delpire creó una agencia publicitaria, Delpire Publicité / Delpire Werbung (Delpire Advertising), con clientes entre los que se encontraban Citroën y L'Oréal. Durante una década en torno a la mitad de los años cincuenta, Delpire, en sociedad con Claude Puech, produjo folletos de ventas y carteles para Citroën, utilizando el trabajo de fotógrafos (como Helmut Newton, Sarah Luna, y otros), ilustradores, pintores y tipógrafos. Delpire Werbung Televisión producía también cortos publicitarios para Citroën.
En 1963, Delpire abrió la Galería Delpire en Saint-Germain-des-Prés, en París. Esta galería exhibió las fotografías y los libros publicados por Delpire & Co.
Mediante su compañía productora de películas, Delpire Producciones, produjo varias películas, varias con el fotógrafo y cineasta William Klein, incluyendo Qui êtes vous, Polly Maggoo? (Quién Eres, Polly Maggoo?).
Delpire instaló un estudio creativo y una casa editorial llamados Idéodis.
En 1982  fue nombrado por el ministro de Artes francés Jack Lang para ser director del Centro Nacional de la  Fotografía, ahora Galerie nationale du Jeu de Paume. Estuvo como Director hasta 1996  organizó diversas exposiciones y creó una colección de pequeños libros de bolsillo, titulada Photo Poche, donde se trataron y mostraron centenares de fotógrafos y temas fotográficos. ( En 2015 eran publicados por Actes Sud).  Liz Jobey en el Financial Times la describió como "la serie más exitosa de monografías de fotografía nunca publicada", continuando con aquello de "ha presentado la fotografía a generaciones sucesivas".
Fue el director  del Fundación Henri Cartier-Bresson, y hasta su muerte estuvo colaborando en su consejo consultivo.
Estuvo casado la fotógrafa Sarah Moon.
Murió el 26 de septiembre de 2017 en París con la edad de 91.

## Publicaciones

### Publicaciones notables de Delpire como primer editor
- Les Américains (1958; Los americanos) por Robert Frank.[1]: 189–190 [4][12]
- Les Gitans: La Aleta du Viaje (1975; Gypsies) por Josef Koudelka.[2][5]
- Exils (1988; Exilios) por Josef Koudelka.
- D'une Chine à l'autre (1954; De Uno China a la Otra = Porcelana en Transición: Un momento en la Historia). Por Henri Cartier-Bresson.
- Moscou (1955; Las Personas de Moscú). Por Henri Cartier-Bresson.
- Guerre à la tristesse (1955; Fiesta en Pamplona). Por Inge Morath.
- De la Perse à l'Irán (1958; De Persia a Irán). Por Inge Morath.
- Tokyo (1964) por William Klein.
- Indiens pas morts (1956; "los indios no muertos"). Por Werner Bischof, Robert Frank y Pierre Verger.: 190
- Les Larmes de Cocodrilo (1955; Lágrimas de Cocodrilo). Escrito e ilustrado por André François.[23]

### Publicaciones notables de Delpire, antes publicadas en otro lugar
- Max et les Maximonstres = Where the Wild Things Are. París: Delpire, 1967. Por Maurice Sendak.[2][12] Primera edición francesa.

### Publicaciones sobre Delpire
- Delpire & Cie. Coffret 3 vols. París: Delpire, 2009.   . Publicado en la ocasión de la exposición Delpire & Cie.

## Películas

### Producidas por Delpire
- Cassius le Grand = Cassius el Grande (1964), un cortometraje dirigido por William Klein.
- Qui êtes-vous, Polly Maggoo? = Quién Eres, Polly Maggoo? (1966), también dirigido por William Klein.
- Flagrants Délits – película de 38 minutos sobre Cartier-Bresson.
- Corps Profond (1960), un corto de 17 minutos dirigido por Igor Barrère y Étienne Lalou.
- Muhammad Ali: The Greatest (1969), un cortometraje dirigido por William Klein.

### Dirigidas por Delpire
- Contactos (1989–2004) – Delpire dirigió un episodio de 14 minutos sobre Koudelka y Cartier-Bresson de la serie documental.

### Apariciones de Delpire en películas
- Bibliothèque de Poche (1967) – Delpire aparece en un episodio de la serie que se emitió entre 1966 y 1968.
- Henri Cartier-Bresson: The Impassioned Eye (2003): documental de 72 minutos dirigido por Heinz Butler con Delpire y otros.
- Le Montreur d'Imágenes: Robert Delpire (2009): documental de 52 minutos sobre el propio Delpire dirigido por Sarah Luna con la colaboración de Delpire y Érik Orsenna.

### Con contribuciones de Delpire
- The King of Ads (1993) Una colección de anuncios de televisión europea, incluyendo una realizada por Delpire para una Furgoneta Citroën.

## Exposiciones

### Las exposiciones relativas al trabajo de Delpire
- Delpire & Cie = Delpire & Co., Encuentros de Arlés, Arlés, Francia, 7 de julio–13 de septiembre de 2009.[24] Casa Europea de la Fotografía, París, 28 de octubre de 2009– 24 de enero de 2010.[25] Simultáneamente a través de Apertura, Nueva York, 10 de mayo– 19 de julio de 2012; La Galería Hermès, Nueva York, 11 de mayo– 19 de julio de 2012; Servicios Culturales de la Embajada francesa en los Estados Unidos, Payne Whitney House, Nueva York, 11 de mayo– 8 de junio de 2012; y La Maison Française (Universidad de Nueva York), Nueva York, 21 de mayo– 19 de julio de 2012.[12][26][27][28]
- Un Tributo a Robert Delpire A través del Trabajo de Robert Frank, Lee Friedlander, Josef Koudelka, Duane Michals y Paolo Roversi, 10 de mayo– 16 de junio de 2012, Paso/MacGill Galería, Nueva York, NY.[29]

### Las exposiciones comisariadas por Delpire
- Citroën, publicidad y artes gráficas, Musée des Artes Décoratifs, París / Les Artes Décoratifs(?), 1965.
- De qui s'agit-il?, Biblioteca Nacional de Francia, 30 de abril– 27 de julio de 2003. Fotografías por Cartier-Bresson.[30][31]
- Demain/Hier = Mañana/Ayer, Magnum Galería, Saint-Germain-des-Prés (París), París, 20 de noviembre de 2009– 30 de enero de 2010. Fotografías por Alec Soth, Trent Parke, Mark Power, Jim Goldberg, Alessandra Sanguinetti, Paolo Pellegrin, Thomas Dworzak, Cristina García Rodero, Larry Towell y Carl de Keyzer.[32]

## Premios

### Premios para Delpire
- 1995: Medalla del Centenario de la Real Sociedad Fotográfica, Bath.[7]
- 1997: Premio de Infinity: Lifetime Achievement para Delpire del Centro Internacional de Fotografía.[6]
- 2007: Premio de cultura de la asociación alemana de fotografía (DGPh), con Sarah Moon[8]

### Premios para libros publicados por Delpire
- 1955: Japon = Japón (1954) por Werner Bischof ganó el Prix Nadar.[33]
- 1960: Afrique por Emil Schulthess ganó el Prix Nadar.
- 1978: Gitans la Fin du Voyage = Gypsies por Josef Koudelka, ganó el Prix Nadar.[34]
- 1984: Photo Poche colección del Centro Nacional de la Fotografía ganó el Prix Nadar.
- 1985: Premio de Infinity: premio de Publicación para Photo Poche por el Centro Internacional de Fotografía.[6]
- 1999: End Time City por Michael Ackerman ganó el Prix Nadar.
- 2008: 1 2 3 4 5 por Sarah Luna ganó el Prix Nadar.

### Premios para películas producidas por Delpire
- Cassius le Grand ganó el Grand Prix del Festival de Tours.
- 1967: Who Are You, Polly Magoo?, ganó el Prix Jean Vigo.